# Synaphea spinulosa
Synaphea spinulosa är en tvåhjärtbladig växtart. Synaphea spinulosa ingår i släktet Synaphea och familjen Proteaceae.

## Underarter
Arten delas in i följande underarter:
- S. s. borealis
- S. s. major
- S. s. spinulosa